# ジェラルド・R・フォード (空母)
ジェラルド・R・フォード（USS Gerald R. Ford, CVN-78）は、アメリカ海軍の航空母艦。ジェラルド・R・フォード級のネームシップ（第1番艦）。2009年に起工され、2016年に就役を予定して建造が進められていたが、2017年に就役した。
艦の名称は第38代アメリカ合衆国大統領のジェラルド・R・フォードにちなむ。

## 艦名
2006年10月17日、ジョージ・W・ブッシュ米大統領（当時）は、ジョン・ウォーナー2007年会計年度国防権限法（John Warner National Defense Authorization Act for Fiscal Year 2007）署名を行い、同法案を承認した。同法の1,012節において、
という意見が示された。

## 艦歴
2005年8月から船側外板となる鋼板の切断を開始。
2009年11月13日、ニューポート・ニューズ造船所で起工。
2013年11月9日、ジェラルド・フォードの娘スーザン・フォードによって命名される。
2015年6月4日、電磁式カタパルトでテストウエイトの射出実験に成功する。
2017年1月、2017年3月に造船所による海上試験、2017年4月に受け入れ試験、2017年4月の出荷試験を実施すると発表された。その時点で試験プログラムの93%（船体、機械系統が93%、電気系統、推進システムが92%、電子機器の試験が93%）で、全体では99%完了しているとされた。3月から4月にかけて実施される試験では、レーダーや航空管制やC4I機能の確認を重点的に実施し次に航空機の発着艦試験を実施し、電磁カタパルト (EMALS:Electromagnetic Aircraft Launch System ) と先進着艦拘束具 (AAG:Advanced Arresting Gear ) の確認が行われる予定。EMALSの試験は内99.5%を完了しているが、AAGの方は70%しか完了しておらず、困難が伴うと予想されている。
2017年4月8日、海上公試運転に向けて造船所を出航。4月14日にノーフォーク海軍基地に帰港 。5月31日、米海軍に正式に引き渡された。

### 就役後
2017年7月22日にバージニア州ノーフォーク基地で就役した。この就役式典にはドナルド・トランプ米大統領、ジェームズ・マティス国防長官などの臨席下で行われた。トランプ大統領は「この艦はアメリカの力と威信の象徴だ。同盟諸国は安眠でき、敵は恐怖に震え上がるだろう。アメリカは必ず勝たなければならない」と演説した。
7月28日、第23航空試験評価飛行隊のジェイミー・ストラック中佐が操縦するF/A-18E戦闘攻撃機が本艦初のアレスティング・ワイヤーによる着艦、及び電磁カタパルトによる発艦を成功させた。
本艦は基本的な慣熟訓練及び本艦の機能能力検証作業を行い、対潜戦術・航海・砲術の訓練を経て本格的な空母機能を発揮するための発着艦訓練などの広範な訓練を行い2020年頃に本格配備・展開される予定である。2020年1月16日から31日の16日間、米国東海岸バージニア州ノーフォーク基地沖の大西洋で、実際の航空機を使用した航空機適合性試験(ACT)をアメリカ海軍第23試験評価飛行隊(VX-23)のT-45、F/A-18E/F、EA-18G、VX-20のE-2D、C-2Aが電磁式カタパルト（EMALS）や着艦拘束装置（AAG）の運用テストを実施。T-45では燃料補給員が燃料補給ラインの訓練。格納庫内でも、航空機の取り扱いに関する試験や訓練も実施。より本格的な「空母」としての能力が確認され2月5日に試験完了が公表された。
2021年6月18日に耐衝撃性能試験「フル・シップ・ショック・トライアル」を実施。艦の至近距離で約18トンの爆薬を爆発させた。
2022年10月4日、初の配備に向けてノーフォーク海軍基地を出航した。
2023年5月に初長期航海任務のため母港ノーフォークを出港し、バルト海経由で6月に地中海入りし、9月までアドリア海周辺でNATOと共同で対ロシア警戒任務についていたが、同年10月8日、ロイド・オースティン国防長官は、ハマスによるイスラエルへの攻撃を受け、ジェラルド・R・フォードを中核とする空母打撃群を東地中海に派遣するよう指示した。11月1日から3日までの間、同様の命令を受け東地中海に派遣されたドワイト・D・アイゼンハワー空母打撃群やイタリア海軍の艦船と共に合同演習を実施し、戦闘拡大を牽制した。2024年1月6日、米海軍はフォードを含む第12空母打撃群を帰還させると発表した。

### 問題点

#### 能力
F-35の海軍向けのC型が初期作戦能力獲得を宣言したのは2019年2月で、2021年頃、ニミッツ級空母の「カール・ヴィンソン」に初めて搭載される予定だが、現時点で最新鋭のフォード級空母にF-35Cを搭載する目処は全く立っていない。これは電磁式カタパルトの検証が進んでいないためである。

#### 高コスト
ニミッツ級空母の最終艦｢ジョージ･H･W･ブッシュ｣の建造費は62億ドル（約6800億円）だった。これに対して、「電磁式航空機発射システム（EMALS）」や、「新型着艦制動装置“Advanced Arresting Gear”（AAG）｣、「先進型兵器エレベーター“Advanced Weapons Elevators”（AWE）」の開発遅延のおかげで、実戦任務への投入が2年遅れ、2019年1月時点での建造費用は130億ドル（約1兆4,000億円）を越え、ニミッツ級2隻分の費用となっている。

## 第8空母航空団
第8空母航空団（英: Carrier Air Wing Eight、略称：CVW-8）は、ジェラルド・フォード（CVN-78）に艦載される航空団であり、2022年10月現在、下記の飛行隊で構成される。
| モデックス | 飛行隊名                                        | 通称名                                   | 使用機種          |
| ---------- | ----------------------------------------------- | ---------------------------------------- | ----------------- |
| AJ100～    | 第37戦闘攻撃飛行隊（VFA-37）                    | レイジン・ブルズ Ragin' Bulls            | F/A-18E BlockI/II |
| AJ200～    | 第213戦闘攻撃飛行隊（VFA-213）                  | ブラック・ライオンズ Black Lions         | F/A-18F BlockII   |
| AJ300～    | 第31戦闘攻撃飛行隊（VFA-31）                    | トムキャッターズ Tomcatters              | F/A-18E BlockII   |
| AJ400～    | 第87戦闘攻撃飛行隊 (VFA-87)                     | ゴールデン・ウォリアーズ Golden Worriors | F/A-18E BlockII   |
| AJ500～    | 第142電子攻撃飛行隊（VAQ-142）                  | グレイ・ウルブズ Gray Wolves             | EA-18G            |
| AJ600～    | 第124艦上空中早期警戒飛行隊（VAW-124）          | ベア・エイセス Bear Aces                 | E-2D AR           |
| AJ610～    | 第9ヘリコプター海上戦闘飛行隊（HSC-9）          | トライデンツ Tridents                    | MH-60S            |
| AJ700～    | 第70ヘリコプター海洋打撃飛行隊（HSM-70）        | スパルタンズ Spartans                    | MH-60R            |
| AJ～       | 第40艦隊兵站支援飛行隊第2分遣隊（VRC-40 Det.2） | ローハイズ Rawhides                      | C-2A NP           |